# Esther Cooper Jackson
Esther Victoria Cooper Jackson (Arlington, Virginia, 21 de agosto de 1917 - Boston, Massachusetts, 23 de agosto de 2022) fue una activista de los derechos civiles y trabajadora social estadounidense. Trabajó con Shirley Graham Du Bois, W. E. B. Du Bois, Edward Strong y Louis E. Burnham, y fue una de las editoras fundadoras de la revista Freedomways, una publicación teórica, política y literaria publicada de 1961 a 1985. También fue secretaria ejecutiva y de organización del Southern Negro Youth Congress.

## Primeros años y carrera
Jackson nació el 21 de agosto de 1917 en Arlington, Virginia, hijo de George Posea Cooper y Esther Georgia Irving Cooper, que fue presidenta de la rama de Arlington de la NAACP. De niña asistió a escuelas segregadas. Obtuvo una licenciatura en el Oberlin College en 1938 y un máster en sociología por la Universidad de Fisk en 1940. Su tesis de 1940 fue "La trabajadora doméstica negra en relación con el sindicalismo". Tras su graduación, recibió una beca Rosenwald para financiar un estudio sobre las actitudes de los jóvenes negros ante la Segunda Guerra Mundial. Había planeado realizar el estudio como parte de sus estudios de doctorado en sociología en la Universidad de Chicago.
Jackson habló de su educación y su familia:

Nuestros padres siempre nos decían que si sacábamos buenas notas y aprobábamos los exámenes, se asegurarían de que fuéramos a la universidad que quisiéramos. Así que no compraron muebles caros ni nada por el estilo; teníamos muchos libros y en casa leíamos poesía, teníamos los clásicos de Harvard y todo eso. Nos transmitieron sus valores.

En 1945 fue delegada al Congreso Mundial de la Juventud en Londres y presidió el Subcomité Americano sobre Problemas de los Pueblos Dependientes.
Tras cursar estudios de posgrado, Jackson pasó a formar parte del personal del Voting Project en Birmingham, Alabama, para el Southern Negro Youth Congress (SNYC). Mientras trabajaba en el SNYC conoció a su futuro marido, James E. Jackson, un teórico marxista que trabajaría como organizador sindical y cargo del Partido Comunista de EE. UU. En una entrevista de 2004, explicó que su marido y el SNYC habían ayudado en 1937 a los trabajadores del tabaco en Virginia a conseguir una jornada de ocho horas y aumentos salariales. Los trabajadores del tabaco celebraron la primera huelga en Virginia desde 1905, y sus logros, según C. Alvin Hughes, "ayudaron al SNYC a ganar adeptos entre la clase trabajadora negra del Sur".
Jackson, que en un principio sólo pensaba quedarse un verano, permaneció siete años en Alabama, comprometido en la lucha por acabar con la segregación de Jim Crow. Durante siete años como destacada dirigente del SNYC, Esther Cooper Jackson trabajó con su marido, Louis y Dorothy Burnham, Ed Strong, Sallye y Frank Davis -padres de las hermanas Davis, Angela y Fania- y muchas otras personas, llevando a cabo numerosas campañas de promoción de los derechos de los negros y los blancos pobres. La agitación del SNYC en favor de la integración de los sistemas de transporte público fue importante como preparación para las luchas posteriores de los años 50 y 60.

## Freedomways
En el Nueva York de 1961, Jackson se convirtió en redactor jefe de Freedomways, creada por Esther Jackson, junto con Louis Burnham, Jack O'Dell de la Conferencia de Liderazgo Cristiano del Sur, y la escritora Lorraine Hansberry. Freedomways fue la revista teórica central del movimiento artístico e intelectual negro del siglo XX en Estados Unidos. Desde su lanzamiento en 1961, atrajo a historiadores, sociólogos, economistas, artistas, trabajadores y estudiantes para escribir sobre la historia, el patrimonio y la cultura negros. Jackson la llamaría "una herramienta para la liberación de nuestro pueblo". Freedomways fue una revista política, artística e intelectual de influencia mundial que publicó a poetas internacionales como Pablo Neruda y Derek Walcott, artículos de líderes africanos como Kwame Nkrumah, Julius K. Nyerere, Agostinho Neto y Jomo Kenyatta y el izquierdista caribeño CLR James, así como autores afroamericanos como James Baldwin, Alice Walker, Paul Robeson, Nikki Giovanni y Lorraine Hansberry. Los artistas afroamericanos más destacados como Jacob Lawrence, Romare Bearden y Elizabeth Catlett contribuyeron gratuitamente con la portada para apoyar la revista, que se leyó en todo el mundo. Al unir las luchas por los derechos civiles del sur y el norte de los EE. UU. de la década de 1960 con un punto de vista internacional que abarca el panafricanismo y otras corrientes culturales y políticas, la revista a menudo se considera precursora del Movimiento de las Artes Negras.

## Vida personal
Jackson y su marido, James E. Jackson, se casaron en 1941 y tuvieron dos hijos. Se trasladaron a Brooklyn en 1951 y siguieron casados hasta la muerte de él en 2007. En 2015, Jackson se trasladó a un centro de jubilados en Boston, donde murió el 23 de agosto de 2022, dos días después de cumplir 105 años.

## Obras
- The Negro Woman Domestic Worker in Relation to Trade Unionism, tesis de maestría, Universidad de Fisk, 1940, extractos reimpresos en Viewpoint Magazine 5 (octubre de 2015).OCLC 60976760.
- «This Is My Husband: Fighter for His People, Political Refugee». National Committee to Defend Negro Leadership. 1953.
- Esther Cooper Jackson y Constance Pohl (2000). Lector de Freedomways: Profetas en su propio país: Intervenciones: teoría y política contemporánea. Boulder: Westview Press.